# Incendio forestal de Málaga de 2012
Se inició el jueves 30 de agosto de 2012 en el municipio de Coín, provocó la activación del nivel 2 de Emergencia y afectó a seis municipios, declarándose extinguido el domingo 2 de septiembre a las 18:30.

## Desarrollo del incendio
El incendio se inicia en el paraje de Barranco Blanco, en el límite entre Coín y Alhaurín el Grande poco antes de las 18:50, momento en el que es divisado por una torreta de vigilancia del INFOCA, el fuerte viento de terral hace que el fuego se desarrolle rápidamente hacia el municipio de Mijas recorriendo doce kilómetros en cuatro horas obligando a desalojar las zonas de Atalaya-Macorra, el diseminado de río Ojén y Puerto los Gatos, tras lo que se divide en dos frentes, uno que continúa en dirección a Mijas y otro hacia Marbella que obliga al desalojo de las urbanizaciones de Elviria, la zona alta de la de El Rosario, La Mairena.
Sobre las 04:00, un cambio de viento a levante abre un nuevo "frente norte" en dirección a Coín, Monda y Ojén que obliga al desalojo de esta última y de varias urbanizaciones de Coín (Entre Ríos y Fuente las Tejas) amenazando Sierra Blanca. Los desalojados son trasladados a Monda, Mijas y Marbella, donde se establecieron zonas de albergue.
Este cambio en la dirección del viento y la incorporación de los medios aéreos permite estabilizar los frentes de Mijas y Marbella, este último se declara controlado el viernes 31 por la tarde, mientras que el "frente norte" no se da por estabilizado hasta el sábado 1, para finalmente se da por controlado el incendio el domingo 2 a las 18:30.

## Consecuencias

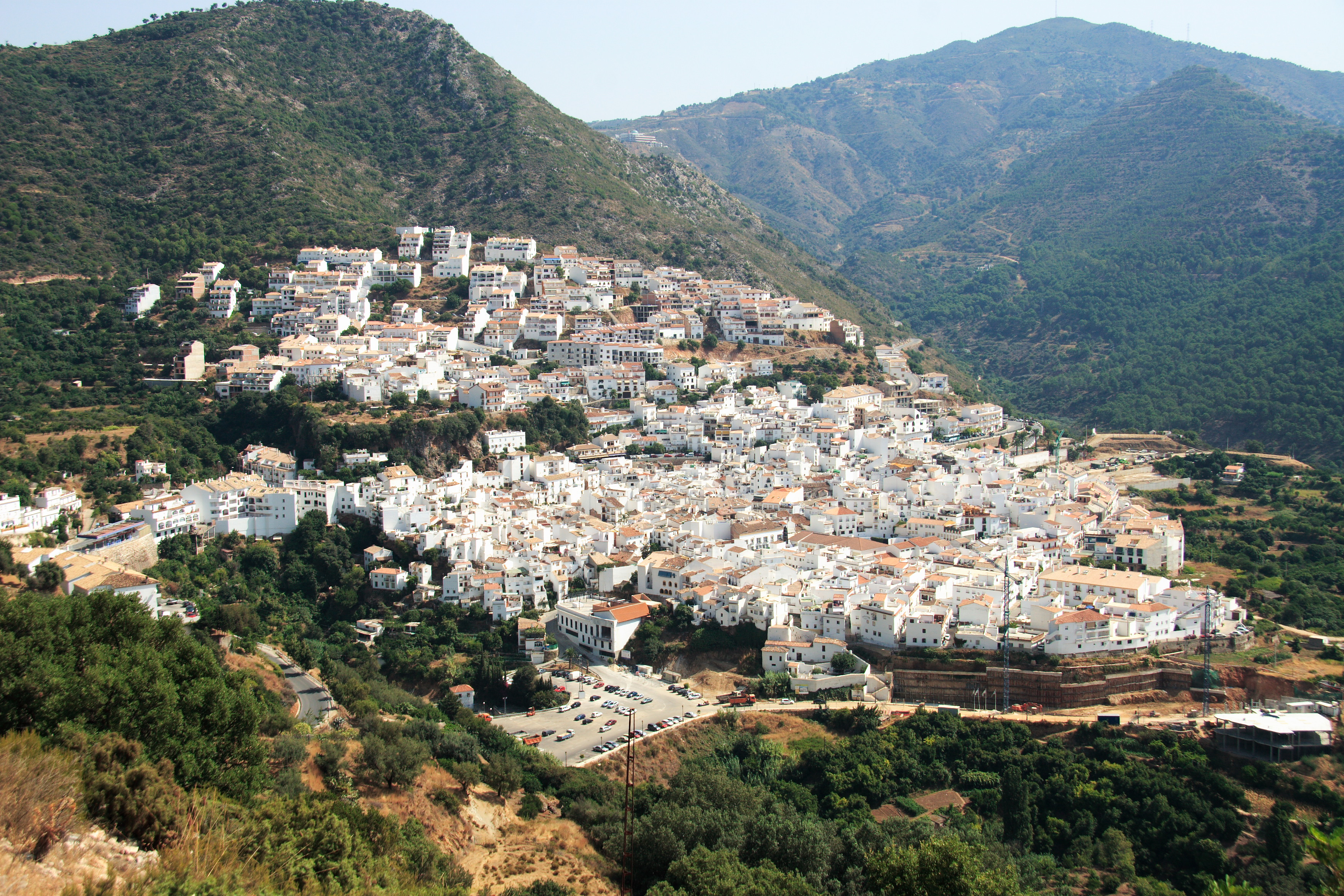
En Ojén tuvieron que ser evacuadas unas 4 300 personas.

El incendio afectó a seis municipios de la Costa del Sol: Alhaurín el Grande, Coín, Marbella, Monda, Mijas y Ojén, con una superficie afectada de más de 8 225 hectáreas según las estimaciones del INFOCA, de los que 7 175 son de terreno forestal y el resto de suelo urbano y agrícola. La autopista de peaje AP-7 a la altura del peaje de Calahonda, así como la A-355 que conecta Marbella y Ojén, entre los kilómetros 25 y 35, y la A-7053 que une Fuengirola, Mijas y Alhaurín el Grande estuvieron cortadas de forma intermientente en función del avance del fuego.
El número de viviendas afectadas alcanza los dos centeneres. En total se estimaron las perdidas del incendio en 3,3 millones de euros.
En lo relativo a daños personales se produjeron dos fallecidos de origen alemán, al menos cinco heridos graves, y más de 6500 evacuados.
Fue el mayor incendio sucedido en la Costa del Sol hasta el incendio de Sierra Bermeja de 2021, con 8.401 ha incendiadas.

## Causas del incendio
El día 31 el presidente de la Junta de Andalucía, José Antonio Griñan, visitaba la zona y hacía declaraciones apuntando a la posible intencionalidad de fuego. Posteriormente, se justificaron estas declaraciones por la rapidez con que se propagó el incendio.
La investigación comenzó el viernes 1 con la inspección de la zona de Barranco Blanco por parte de agentes del Servicio de Protección de la Naturaleza (Seprona) de la Guardia Civil y de la Brigada de Investigación de Incendios Forestales (BIIF) dependiente de la Junta de Andalucía, apuntando los primeros indicios a una fogata como inicio del incendio, barajándose como hipótesis más probable una quema ilegal de restos de poda. 
Esta hipótesis quedó confirmada con en el informe del Infoca que señalaba el origen en el interior de una finca privada.
La Sección Novena de la Audiencia de Málaga inició el 30 de enero de 2023 el juicio al acusado por el incendio.  En total, por el momento se han fijado unas 26 sesiones para la vista oral, extendiéndose a lo largo de los meses de febrero, marzo, abril y mayo, con la previsión de terminar en junio, con casi 350 testigos citados. La Fiscalía de Málaga solicita siete años y medio de prisión para el acusado del incendio que causó daños en viviendas e instalaciones de 347 personas o entidades. Se le acusa de un delito de incendio forestal por imprudencia con peligro para la vida, además de dos de homicidio por imprudencia y uno de lesiones.
Según el escrito inicial presentado por el fiscal de Medio Ambiente, el procesado desempeñaba labores de mantenimiento y cuidado de una vivienda ubicada en el paraje conocido como Barranco Blanco de Coín. La finca era propiedad de un ciudadano belga que no residía de forma permanente en el lugar y con el que tenía un acuerdo verbal para dicha tareas. El día del incendio la temperatura ambiente era de 37,6 grados, con una humedad relativa del aire de 18,1% y un viento de nueve kilómetros por ahora, "que en la hora siguiente ofrecería rachas máximas de hasta 34 kilómetros por hora con direcciones cambiantes", según las conclusiones provisionales. La probabilidad de ignición era del 80% y por tanto había "un índice de peligro de incendios de alarma extrema". El acusado fue a realizar sus obligaciones, estando el dueño en su país, y antes de las 18.50 horas, con estas condiciones climatológicas, "de manera absolutamente irresponsable", encendió una hoguera para quema de poda de vegetación de jardinería.
Según el escrito de esta acusación, el procesado llevó a cabo esta acción supuestamente "careciendo de autorización administrativa para ello, incumpliendo normativas", como la de prevención de incendios forestales; además de "sin adoptar las mínimas medidas de precaución adecuadas". Así, "atizó la hoguera durante la combustión y la abandonó sin apagarla". Presuntamente, restos incandescentes entraron en contacto con pastos secos lo que provocó su ignición, tras lo que se extendió por zonas colindantes en un primer frente. Asimismo, la Fiscalía explica que la orografía del terreno y el viento "se tradujo en una propagación cambiante del fuego". Además, la baja humedad relativa del aire, "propia del viento terral imperante", hizo que se produjeran focos secundarios por la emisión de pavesas, con lo que "el incendio avanzó a saltos y con gran rapidez", explica el fiscal, apuntando que, "impulsado por el viento del norte, el incendio llegó a unos municipios de la costa y luego a otras localidades, al cambiar de dirección.
El acusado negó ante los magistrados de la Sección Novena que hubiera realizado quema alguna desde que empezó a trabajar hacía seis meses en aquella finca. En este sentido, indicó que tenía una orden clara por parte del dueño de la propiedad, y era la de depositar los restos sobre un contenedor para su traslado posterior a un punto limpio. En caso de que estuviera lleno, dejaba los mismos en el suelo, junto al recipiente. Además ha señalado, a preguntas de los letrados, que el paraje de Barranco Blanco es una zona muy transitada en verano y que la misma presentaba varios residuos de los que no se acometían actuaciones de limpieza.
En esta primera sesión del juicio también declaró el responsable del SEPRONA que investigó el incendiio, el cual lleva 23 años dedicado a este tipo de investigaciones. Según señaló, al menos tres testigos, los primeros en dar la voz de alarma, situaron el origen del fuego en la finca en la que trabajaba el investigado. También apuntó que un día después de que se iniciase el siniestro se personó en esta misma parcela, donde los agentes observaron restos de una hoguera con residuos de poda.

## Unidades intervinientes
En total unos 1 100 efectivos.
- Bomberos de AENA.
- Bomberos del Ayto. de Benalmádena.
- Bomberos del Ayto. de Estepona.
- Bomberos del Ayto. de Fuengirola.
- Bomberos del Ayto. de Marbella, 3 unidades.
- Bomberos del Ayto. de Mijas, 3 unidades.
- EREM Álora (Equipo Respuesta Emergencias) de Protección Civil Álora.
- Consorcio Provincial de Bomberos de Málaga, 15 unidades.
- INFOCA, unidades de Málaga, Cádiz, Huelva, Sevilla, Granada y Almería: 34 retenes, 5 brigadas de refuerzo, unidad móvil de meteorología y transmisiones (UMMT) y una unidad móvil de análisis y seguimiento de incendios forestales (UNASIF).
- Real Cuerpo de Bomberos del Ayto de Málaga, 5 unidades.
- Unidad Militar de Emergencias, unidades con base en Morón de la Frontera (Sevilla) y Bétera (Valencia).
- Medios aéreos, 31 unidades. Desglosados en: 6 aviones de carga en tierra, 5 helicópteros de gran capacidad, 13 helicópteros de transporte y extinción, 4 aviones anfibio y 3 aviones de coordinación y vigilancia.

Varias fuentes.

## Otros grandes incendios en la zona
El 8 de julio de 2021 se declaró el incendio de Sierra Bermeja que afectó a más de 8.400 ha. afectando a varios municipios entre ellos Jubrique, donde se inició, y sobre todo Estepona.
El domingo 11 de septiembre de 2011 se produjo en la sierra de Mijas un incendio que calcinó 400 hectáreas de arbolado y afectó a un total de 1000 y obligó a la evacuación de 500 familias de Marbella y otras 200 de Ojén, obligando al corte de la AP-7. En esta ocasión el incendio se detectó sobre las 20:30 en el paraje de Fuente de la Teja. El Consejero de Medio Ambiente, Díaz Trillo, declaró el día 12 que existían sospechas de que el incendio era intencionado y otras fuentes lo daban por seguro, aunque posteriormente la investigación llevada a cabo por la Brigada de Investigación de Incendios del Infoca determinó que la causa fue una hoguera mal apagada.
El 28 de julio de 2001 un incendio provocado por un vehículo en la carretera de Mijas a Coín afecto a 590 hectáreas de monte y obligaron al desalojo de 300 personas. Este suceso se saldó en 2007 con un acuerdo entre la Consejería de Medio Ambiente de la Junta de Andalucía y la aseguradora Volksfürge que cubría al vehículo que provocó el incendio, por el que se acordó el pago por esta última de 2,5 millones de euros por los gastos de extinción y repoblación derivados del incendio.
El único incendio comparable a este se desencadenó el miércoles 7 de agosto de 1991 en la Sierra de las Nieves, en las cercanías del monte público de Igualeja. En aquella ocasión ardieron 8.150 hectáreas durante 5 días. En las labores de extinción participó La Legión del acuartelamiento de Montejaque (Ronda).